# Епанишниково
Епанишниково — деревня в Троицком районе Челябинской области. Относится к Белозерскому сельскому поселению.

## География
Расположена в восточной части района, на берегу озера Белое (Аккуль). Рельеф — равнина (Западно-Сибирская равнина); ближайшая выс.— 205 м. Ландшафт — лесостепь. В окрестностях — редкие колки.

## История
Деревня основана в 1899 в черте Ключевской ст-цы переселенцами с Украины. С 1930 здесь располагалась центральная усадьба колхоза им. Калинина, с 1951 — бригада 2-го отделения зерносовхоза «Песчанский», с 1969 — бригада совхоза «Белозерский» (ныне — ООО «Белозерское»).

## Население
| 2002 | 2010 |
| ---- | ---- |
| 225  | ↘189 |

Население 189 чел. (в 1900 — 16, в 1926 — 144, в 1970 — 272, в 1983 — 249, в 1995 — 242).
По данным Всероссийской переписи, в 2010 году численность населения села составляла 72 человек, (в 1971 — 215, в 1995 — 153).

## Улицы
- Набережная улица
- Центральная улица